# Copa Rommel Fernández 2010
La Copa Rommel Fernández 2010 fue la XIV edición de esta torneo, con la participación de 23 equipos campeones y subcampeones de cada región del país, los cuales buscaban el cupo para la Liga Nacional de Ascenso (LNA). Quedó establecido que el equipo que finalizara primero en este torneo ascendería automáticamente a la Liga Nacional de Ascenso, la que a partir de la próxima temporada estaría compuesta por catorce equipos. El campeón fue el SUNTRACS de San Miguelito, que en la final goleó 5 a 0 a Los Pumas FC de Coclé.

## Sistema de competición
El sistema que se utilizó en el torneo, fue de todos contra todos a una sola vuelta, donde clasificaron 2 equipos por cada uno de los 4 grupos que hacen un total de 8 equipos para los cuartos de final y se cruzaron en un sistema de llaves establecidos previamente en el reglamento de competencia. Los ganadores avanzaron a semifinales y se enfrentaron en otro sistema de llaves establecido y los vencedores disputaron la final el 6 de marzo del 2010.
La primera fecha del torneo fue en los estadios, zona 1 estadio Mini Rommel; zona 2 estadio Estadio Agustín Muquita Sánchez; zona 3 cancha la villita en Los Santos; zona 4 Estadio de Progreso en Chiriquí.